# Rivière Nicolet
Der Rivière Nicolet ist ein rechter Nebenfluss des Sankt-Lorenz-Stroms in der kanadischen Provinz Québec.

## Flusslauf
Der Rivière Nicolet hat seinen Ursprung im See Lac Nicolet. Er fließt in überwiegend nordwestlicher Richtung durch die Verwaltungsregion Centre-du-Québec. Dabei passiert er die Orte  Notre-Dame-de-Ham, Victoriaville, Sainte-Clotilde-de-Horton, Notre-Dame-du-Bon-Conseil, Sainte-Monique und Nicolet, bevor er schließlich 15 km südwestlich von Trois-Rivières in den Lac Saint-Pierre, einer Flussverbreiterung des Sankt-Lorenz-Stroms, mündet. Wichtige Nebenflüsse sind Rivière Gosselin und Rivière Bulstrode von rechts, sowie 5 km vor der Mündung der Rivière Nicolet Sud-Ouest von links. Der Fluss hat eine Länge von 129 km. Er entwässert ein Areal von 3419 km². Der mittlere Abfluss liegt bei 71 m²/s.